# Малакоф
Малакоф (фр. Malakoff) град је у Француској, у департману Горња Сена.
По подацима из 1999. године број становника у месту је био 29.402.

## Демографија
| 1962.  | 1968.  | 1975.  | 1982.  | 1990.  | 1999.  | 2011.  |
| ------ | ------ | ------ | ------ | ------ | ------ | ------ |
| 33.603 | 36.198 | 34.121 | 32.553 | 30.959 | 29.402 | 30.768 |

## Партнерски градови
- Corsico